# Joan Fry
Joan Cradock Fry Lakeman (Horsham, 6 maggio 1909 – Bromsgrove, 29 settembre 1985) è stata una tennista britannica.

## Carriera
Conosciuta anche con il nome da sposata Joan Fry Lakeman, nel singolare ha raggiunto la finale di Wimbledon nel 1925, venendo sconfitta da Suzanne Lenglen. Nel 1927 conquista in doppio, in coppia con Betty Nuthall, la finale dell'U.S. National Championships, persa 6-1, 4-6, 6-4 contro la coppia
Kitty McKane Godfree - Ermyntrude Harvey.
Nel 1929, con il connazionale Ian Collins, raggiunge la finale nel doppio misto a Wimbledon perdendo dagli statunitensi Helen Wills Moody e Frank Hunter 6-1, 6-4.